# Грицак, Ярослав Иосифович
Яросла́в Ио́сифович Грица́к (укр. Грицак Ярослав Йосипович; род. 1 января 1960 года, село Долгое, Львовская область) — советский и украинский историк и публицист. Доктор исторических наук, профессор.

## Биография
Закончил исторический факультет Львовского университета (1977—1982).
В 1982—1992 годах работал в том же университете старшим научным сотрудником. Профессор, директор Института исторических исследований Львовского университета, профессор кафедры новой и новейшей истории Украины Украинского католического университета, вице-президент международной ассоциации украинистов (1999—2008). Был приглашённым профессором в Колумбийском университете и Центрально-Европейском университете (1996—2009).
В 1987 году защитил диссертацию на соискание учёной степени кандидата исторических наук по теме «Рабочие Бориславско-Дрогобычского нефтяного бассейна во второй половине XIX — начале XX вв. : формирование, положение, классовая борьба»
В 1996 году защитил диссертацию на соискание учёной степени доктора исторических наук по теме «Формирование современной украинской нации: историография и историософия проблемы» (1996).
Основатель и главный редактор научного ежегодника «Україна модерна», член редакционной коллегии журналов «Український гуманітарний огляд», «Критика», Ab Imperio.
В декабре 2014 года вошёл в состав конкурсной комиссии Национального антикоррупционного бюро Украины.
Опубликовал более 400 научных работ, также известен как автор публицистических работ.

## Награды
- Премия фонда Антоновичей (2007)
- Почётный знак МИД Польши «Bene Merito» (2009)
- Орден «За интеллектуальную отвагу» (2010, Украина)
- Премия им. Ежи Гедройца (2013)[13]
- Кавалер ордена Заслуг перед Республикой Польша (2014)[14]